# 中野友加里
中野友加里（中野 友加里，1985年8月25日—）是日本女性花式溜冰運動員，出生於愛知縣江南市，血型為O型。
中野友加里曾經獲得2006年国际滑冰联盟花样滑冰大奖赛日本站冠軍及四大洲花式滑冰錦標賽（Four Continents Figure Skating Championships）銀牌，並在2007年及2008年日本花式溜冰錦標賽（Japanese Figure Skating Championships）獲得銅牌，她在2008年世界花式溜冰錦標賽中名列第4位，為該賽事最佳成績。她也是目前僅有6位曾在國際比賽完成三周半跳的女子運動員之一。

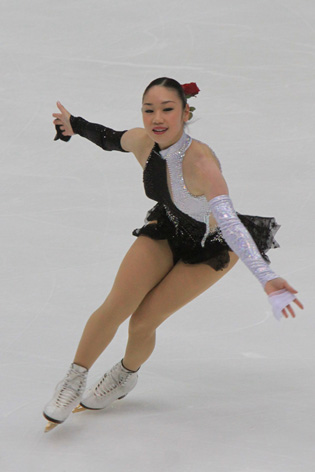
中野友加里於2009年国际滑冰联盟花样滑冰大奖赛日本站演出

## 運動生涯

### 早期
中野友加里在1985年8月25日出生於日本愛知縣江南市，畢業於椙山女子高中。中野友加里於1991年開始參加東海花式溜冰俱樂部，當時山田滿知子也在這裡擔任教練，於是她也受到山田滿知子及樋口美穗子訓練。她在俱樂部也認識日本著名溜冰運動員伊藤綠，也讓當時6歲的中野友加里更嚴肅的看待溜冰這項運動。

### 參加國際賽事
她隨後逐漸展現對於溜冰的天份，於2001年贏得國際溜冰總會青少年花式溜冰大獎賽中國站與國際溜冰總會青少年花式溜冰大獎賽墨西哥站冠軍，也是日本青少年花樣滑冰錦標賽冠軍得主。中野友加里於2002年獲得世界青少年花樣滑冰錦標賽（World Junior Figure Skating Championships）的銀牌。
2002年，她首度參加國際高級溜冰賽事国际滑冰联盟花样滑冰大奖赛美國站，順利完成三周半跳。中野友加里成為繼伊藤綠、美國運動員坦雅·哈定之後，史上第3位完成該動作的女運動員，也是第一位未滿20歲的選手。她也在2002年日本花式溜冰錦標賽、西日本花式溜冰錦標賽及2004年關東花式溜冰錦標賽中成功演出三周半跳接續2次後外點冰跳的組合動作。2004，中野友加里前往東京，就讀早稻田大學人文科學系，練習地點移到橫濱，師從佐藤信夫。
經歷2003年－2004年及2004年－2005年賽季的失意後，中野友加里在2005年-2006年賽季表現出色，在国际滑冰联盟花样滑冰大奖赛日本站取代受傷的太田由希奈，順利獲得冠軍。中野友加里在國際滑冰聯盟花式溜冰大獎賽總決賽表現不俗，獲得銅牌，四大洲花式滑冰錦標賽也獲得銀牌（敗給凱蒂·泰勒）。2005年，中野友加里連續在五項比賽中表演三周半跳，包括山梨縣舉行的國民體育冬季大會、關東花式溜冰錦標賽、東京花式溜冰錦標賽、国际滑冰联盟花样滑冰大奖赛加拿大站及亞洲花式滑冰錦標賽（Asian Figure Skating Championships）。她在國際滑冰聯盟花式溜冰大獎賽加拿大站中成為史上首位在國際青年溜冰競賽內完成三周半跳的女子運動員。中野友加里在2005年的日本花式溜冰錦標賽中名列第5位，錯失成為日本冬季奧運溜冰代表選手的機會。在這之後，她表明要在每項參加賽事中都獲得獎牌的決心。中野友加里在中國長春舉行的第六屆亞洲冬季運動會中奪得花式溜冰的金牌。2005年－2006年，中野友加里與荒川静香、村主章枝囊括當年亞洲冬季運動會與四大洲花式滑冰錦標賽前三名。

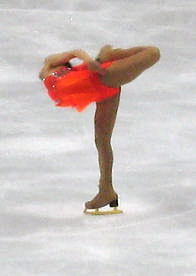
中野友加里在2007年國際滑冰聯盟花樣滑冰大獎賽俄羅斯站 女子組競賽中展現的駝轉動作。

中野友加里在2006年及2007年世界花樣滑冰錦標賽皆名列第5，而在2008年世界花樣滑冰錦標賽中則名列第4位。一些評審對於她在2008年於瑞典哥特堡舉行的世界花樣滑冰錦標賽只獲得第4名感到相當不平，當時觀眾在她表演時曾給予熱烈的掌聲。
中野友加里在2008年-2009年日本花樣滑冰錦標賽中，原本在短曲項目名列前茅，但是卻在長曲項目發生失誤。她在表演3次跳躍動作時出现失误，因此她僅在長曲項目名列第6位，總體僅名列第5，導致中野友加里無法參加2009年世界花式溜冰錦標賽。2008年4月，中野友加里於早稻田大學人文科學研究所就讀。
中野友加里在2009年冬季世界大學生運動會（於中國哈爾濱舉辦）女子單人滑項目獲得金牌，而且計畫參加2009年Trophée Eric Bompard及2009年國際滑冰聯盟花式溜冰大獎賽日本站。
2009年－2010年，中野友加里成為四大洲花式滑冰錦標賽與世界花式滑冰錦標賽代表選手。但是因左股關節炎及左肩脱臼，回復狀況不佳，中野友加里於2010年2月22日宣布退休。

### 退休之後
2009年4月、中野友加里被富士電視台錄取。2010年4月開始任職電影事業局「電影製作部」，擔任一般職務。她曾在2011年9月上映的電影《UNFAIR the answer》中友情客串。

## 三周半跳及招牌姿勢
中野友加里以區域比賽開始2007年－2008年賽季後，她俐落的完成2年來首次三周半跳動作。她也在這個賽季一貫使用三周半跳來競賽，包括在2007年國際滑冰聯盟花式溜冰大獎賽加拿大站 、2007年國際滑冰聯盟花式溜冰大獎賽俄羅斯站 及2007年-2008年國際滑冰聯盟花式溜冰大獎賽總決賽。
中野友加里的招牌動作是駝轉（Camel Spin），而她在跳躍中也常會出現纏腿的動作。

## 賽事成績
| 結果                                       | 結果    | 結果   | 結果  | 結果  | 結果  | 結果  | 結果  | 結果   | 結果  | 結果  | 結果  | 結果  | 結果                           |
| 國際                                       | 國際    | 國際   | 國際  | 國際  | 國際  | 國際  | 國際  | 國際   | 國際  | 國際  | 國際  | 國際  | 國際                           |
| 賽事                                       | 1997–98 | 98–99  | 99–00 | 00–01 | 01–02 | 02–03 | 03–04 | 04–05  | 05–06 | 06–07 | 07–08 | 08–09 | 09–10                          |
| ------------------------------------------ | ------- | ------ | ----- | ----- | ----- | ----- | ----- | ------ | ----- | ----- | ----- | ----- | ------------------------------ |
| 世界花式滑冰錦標賽                         |         |        |       |       |       |       |       |        | 第5名 | 第5名 | 第4名 |       |                                |
| 四大洲花式滑冰錦標賽                       |         |        |       |       |       | 季軍  | 第6名 | 第11名 | 亞軍  |       |       |       |                                |
| 國際滑冰聯盟花式溜冰大獎賽總決賽           |         |        |       |       |       |       |       |        | 季軍  |       | 第5名 | 第5名 |                                |
| GP 國際滑冰聯盟花式溜冰大獎賽中國站        |         |        |       |       |       |       |       | 第11名 |       | 亞軍  |       |       |                                |
| GP 國際滑冰聯盟花式溜冰大獎賽俄羅斯站      |         |        |       |       |       |       | 第8名 |        |       |       | 亞軍  |       |                                |
| GP 國際滑冰聯盟花式溜冰大獎賽法國站        |         |        |       |       |       | 第6名 |       |        |       |       |       |       | 季軍                           |
| GP 國際滑冰聯盟花式溜冰大獎賽日本站        |         |        |       |       |       |       |       |        | 冠軍  | 季軍  |       | 季軍  | 第4名                          |
| GP 國際滑冰聯盟花式溜冰大獎賽美國站        |         |        |       |       |       | 第7名 | 第8名 |        |       |       |       | 亞軍  |                                |
| GP 國際滑冰聯盟花式溜冰大獎賽加拿大站      |         |        |       |       |       |       |       | 第11名 | 季軍  |       | 亞軍  |       |                                |
| 世界大學生運動會                           |         |        |       |       |       |       |       |        |       |       |       | 冠軍  |                                |
| 亞洲冬季運動會                             |         |        |       |       |       | 季軍  |       |        |       | 冠軍  |       |       |                                |
| 亞洲花式滑冰錦標賽                         |         |        |       |       |       |       |       | 冠軍   | 冠軍  |       |       |       |                                |
| 國內                                       |         |        |       |       |       |       |       |        |       |       |       |       |                                |
| 日本花樣滑冰錦標賽                         |         |        | 第8名 |       | 第5名 | 第6名 | 第7名 | 第6名  | 第5名 | 季軍  | 季軍  | 第5名 | 季軍                           |
| 日本青少年花樣滑冰錦標賽                   |         | 第11名 |       | 冠軍  | 亞軍  |       |       |        |       |       |       |       |                                |
| 日本初學者花樣滑冰錦標賽                   | 第9名   | 冠軍   |       |       |       |       |       |        |       |       |       |       |                                |
| 國際: 青少年                               |         |        |       |       |       |       |       |        |       |       |       |       |                                |
| 世界青年花式滑冰錦標賽                     |         |        | 第7名 | 第4名 | 亞軍  |       |       |        |       |       |       |       |                                |
| 國際滑冰聯盟青少年花式溜冰大獎賽總決賽     |         |        | 第5名 | 季軍  | 第5名 |       |       |        |       |       |       |       |                                |
| 國際滑冰聯盟青少年花式溜冰大獎賽保加利亞站 |         |        |       |       | 季軍  |       |       |        |       |       |       |       |                                |
| 國際滑冰聯盟青少年花式溜冰大獎賽加拿大站   |         |        | 第4名 |       |       |       |       |        |       |       |       |       |                                |
| 國際滑冰聯盟青少年花式溜冰大獎賽中國站     |         |        |       | 冠軍  |       |       |       |        |       |       |       |       |                                |
| 國際滑冰聯盟青少年花式溜冰大獎賽日本站     |         |        | 亞軍  |       | 亞軍  |       |       |        |       |       |       |       |                                |
| 國際滑冰聯盟青少年花式溜冰大獎賽墨西哥站   |         |        |       | 冠軍  |       |       |       |        |       |       |       |       |                                |
| 團體                                       |         |        |       |       |       |       |       |        |       |       |       |       |                                |
| 日本花樣滑冰公開賽                         |         |        |       |       |       |       |       |        |       |       |       |       | 季軍（團體賽） 第4名（個人賽） |

## 外部連結
- 中野友加里官方網站（日語）（英文）
- 中野友加里粉絲官方網站 （页面存档备份，存于） （日語）